# Pseudocrenilabrus
Genre
Le genre Pseudocrenilabrus regroupe plusieurs espèces de poissons africains d'eau douce de la famille des Cichlidae.

## Description
Selon les espèces, ces poissons mesurent entre 80 et 100 mm.

## Liste des espèces
Selon FishBase :
- Pseudocrenilabrus multicolor
  - Pseudocrenilabrus multicolor multicolor  (Schoeller, 1903)
  - Pseudocrenilabrus multicolor victoriae  Seegers, 1990
- Pseudocrenilabrus nicholsi (Pellegrin, 1928)
- Pseudocrenilabrus philander
  - Pseudocrenilabrus philander dispersus  (Trewavas, 1936)
  - Pseudocrenilabrus philander luebberti  (Hilgendorf, 1902)
  - Pseudocrenilabrus philander philander  (Weber, 1897)